# Hollister (California)
Hollister es la ciudad principal del Condado de San Benito, en el estado de California. Según el censo del 2000, la población era de 34.413 habitantes. Hollister es principalmente una ciudad dedicada a la agricultura.

## Historia
Los indios norteamericanos Mutsun Ohlone fueron los primeros habitantes conocidos de la región.
La ciudad se fundó el 19 de noviembre de 1868 y recibe el nombre del coronel William Welles Hollister. Este nombre lo concedió la Rancho San Justo Homestead Association, que en un principio pretendió llamarla San Justo. Sin embargo, Henry Hagen, un miembro de la asociación, se opuso argumentando que los santos monopolizaban los nombres de casi todos los lugares de California, y sugirió que el estado debía tener una ciudad con un nombre menos sagrado. La ciudad se incorporó el 29 de agosto de 1872. 
Además la marca de ropa tiene su "porqué" al nombre, tras ser nombrada como Hollister Co. y en su ropa además de su filosofía describir el estilo de vida "californiano".

## Geología

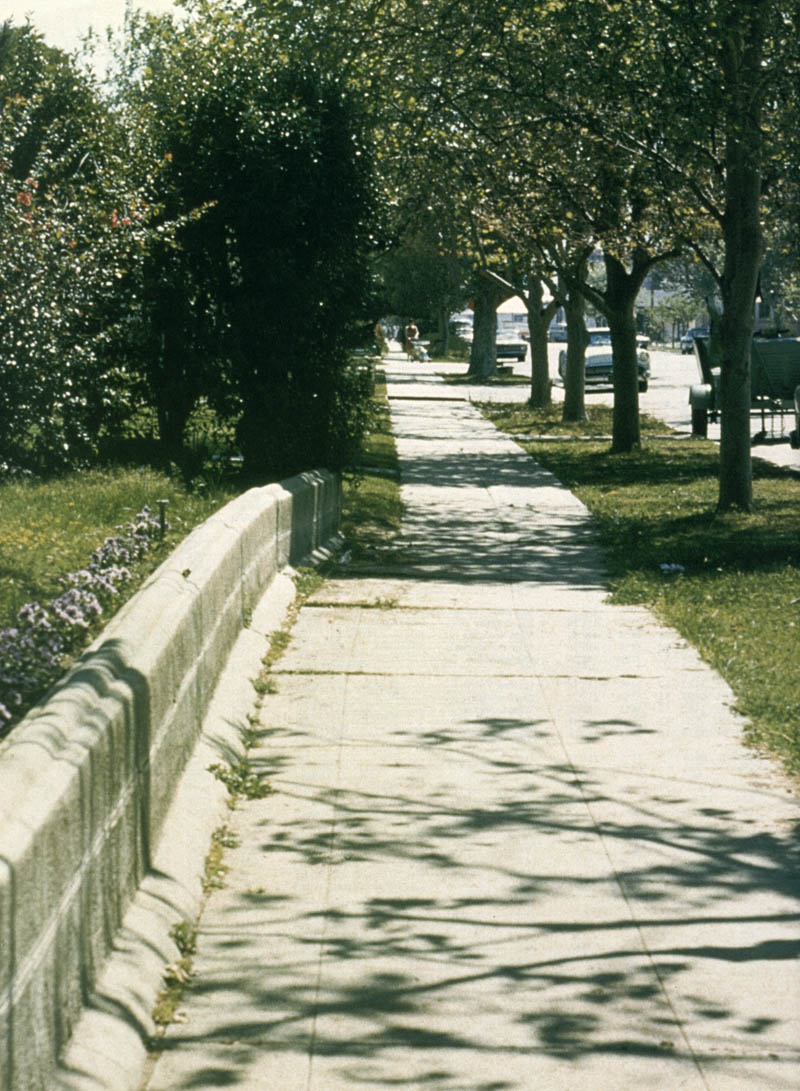
Ejemplo de movimiento sísmico en Hollister.

Hollister es famosa entre los geólogos ya que es uno de los mejores ejemplos de deslizamientos sísmicos del mundo. La Falla Calaveras (una ramificación de la falla de San Andrés) biseca la ciudad de norte a sur, aproximadamente a lo largo de Locust Avenue y Powell Street. Las calles que van de este a oeste a través de la falla tienen importantes desplazamientos visibles. La falla recorre los cimientos de varias casas. Aunque se aprecia visiblemente la desviación de las casas, éstas siguen habitadas puesto que los propietarios las han reforzado para que resistan los cimientos. Se produjeron graves daños en la ciudad tras el terremoto de Loma Prieta en 1989.
Hollister es una de las tres ciudades de California que junto con Coalinga y Parkfield piden el reconocimiento de "Capital Mundial del Terremoto" .

## Demografía
En el censo del 2000, había 34.413 habitantes, 9.716 hogares y 8.044 familias residentes en la ciudad. La densidad demográfica era de 2.022/km². La composición racial de la ciudad era del 59% de blancos, 1,4% de afroamericanos, 1,1% de indios norteamericanos, 2,8% de asiáticos, 0,2% de personas procedentes de islas del Pacífico, 30% de otras razas, y 5,44% de dos o más razas. Un 55% de la población eran hispanos o de raza latina.

## Clima
Hollister tiene un clima mediterráneo con veranos más cálidos que el del área de Monterey–Salinas.
| Parámetros climáticos promedio de Hollister, California | Parámetros climáticos promedio de Hollister, California | Parámetros climáticos promedio de Hollister, California | Parámetros climáticos promedio de Hollister, California | Parámetros climáticos promedio de Hollister, California | Parámetros climáticos promedio de Hollister, California | Parámetros climáticos promedio de Hollister, California | Parámetros climáticos promedio de Hollister, California | Parámetros climáticos promedio de Hollister, California | Parámetros climáticos promedio de Hollister, California | Parámetros climáticos promedio de Hollister, California | Parámetros climáticos promedio de Hollister, California | Parámetros climáticos promedio de Hollister, California | Parámetros climáticos promedio de Hollister, California |
| Mes                                                     | Ene.                                                    | Feb.                                                    | Mar.                                                    | Abr.                                                    | May.                                                    | Jun.                                                    | Jul.                                                    | Ago.                                                    | Sep.                                                    | Oct.                                                    | Nov.                                                    | Dic.                                                    | Anual                                                   |
| ------------------------------------------------------- | ------------------------------------------------------- | ------------------------------------------------------- | ------------------------------------------------------- | ------------------------------------------------------- | ------------------------------------------------------- | ------------------------------------------------------- | ------------------------------------------------------- | ------------------------------------------------------- | ------------------------------------------------------- | ------------------------------------------------------- | ------------------------------------------------------- | ------------------------------------------------------- | ------------------------------------------------------- |
| Temp. máx. abs. (°C)                                    | 28.9                                                    | 27.8                                                    | 31.7                                                    | 37.2                                                    | 40.6                                                    | 42.2                                                    | 44.4                                                    | 43.3                                                    | 40.6                                                    | 41.7                                                    | 34.4                                                    | 25.6                                                    | '                                                       |
| Temp. máx. media (°C)                                   | 15.7                                                    | 17                                                      | 18.8                                                    | 21.1                                                    | 23.2                                                    | 25.6                                                    | 26.9                                                    | 27.3                                                    | 27.2                                                    | 24.7                                                    | 19.3                                                    | 15.6                                                    | 21.9                                                    |
| Temp. mín. media (°C)                                   | 3.3                                                     | 4.8                                                     | 5.8                                                     | 6.8                                                     | 8.7                                                     | 10.5                                                    | 11.7                                                    | 11.9                                                    | 11.3                                                    | 8.8                                                     | 5.3                                                     | 2.9                                                     | 7.7                                                     |
| Temp. mín. abs. (°C)                                    | -6.7                                                    | -6.7                                                    | -3.9                                                    | -2.8                                                    | 2.8                                                     | 3.3                                                     | 6.7                                                     | 7.2                                                     | 4.4                                                     | 1.1                                                     | -4.4                                                    | -10                                                     | '                                                       |
| Lluvias (mm)                                            | 70.6                                                    | 69.9                                                    | 54.6                                                    | 25.7                                                    | 8.9                                                     | 1.5                                                     | 0.8                                                     | 1.3                                                     | 7.4                                                     | 17.8                                                    | 41.1                                                    | 52.3                                                    | 351.8                                                   |
| Días de lluvias (≥ 0.01 in)                             | 8.8                                                     | 8.9                                                     | 8.3                                                     | 4.8                                                     | 2.2                                                     | 0.6                                                     | 0.1                                                     | 0.2                                                     | 0.9                                                     | 2.8                                                     | 5.5                                                     | 7.7                                                     | 50.8                                                    |
| Fuente:                                                 |                                                         |                                                         |                                                         |                                                         |                                                         |                                                         |                                                         |                                                         |                                                         |                                                         |                                                         |                                                         |                                                         |

## El rally de motos
La ciudad ha sido durante años el lugar de celebración anual del rally de motos del 4 de julio, Día de la Independencia de los Estados Unidos. Los disturbios de Hollister de 1947 fueron la base para la película de 1954 The Wild One. El rally, conocido como Hollister Independence Rally, fue cancelado en 2006 debido a la falta de fondos para la seguridad pero volvió a celebrarse al año siguiente, en 2007. El formato del rally de 2007 se diferenció claramente de los anteriores. En lugar de aparcar las motos a lo largo de San Benito Street, colocaron a los vendedores y las motos fueron aparcadas en calles cercanas.